# Chantal Groot
Chantal Groot (Amsterdam, 19 ottobre 1982) è un'ex nuotatrice olandese.
Specializzata nella farfalla e nello stile libero, ha conquistato un bronzo olimpico all'Olimpiade di Atene 2004.
Assieme alle velociste olandesi Hinkelien Schreuder, Inge Dekker e Marleen Veldhuis ha vinto l'oro, con l'allora record del mondo, nella 4x100 m sl ai mondiali in vasca corta di Shanghai nel 2006.

Vincitrice di 4 bronzi europei nei 50 m farfalla, e di varie medaglie europee con le staffette olandesi (compresi 3 ori nella 4x50 m sl in tre edizioni consecutive degli europei in vasca corta dal 2003 al 2005).

## Palmarès
- Giochi olimpici:

Sydney 2000: argento nella 4x100m sl.
Atene 2004: bronzo nella 4x100m sl.
- Mondiali

Melbourne 2007: bronzo nella 4x100m sl.
- Mondiali in vasca corta

Hong Kong 1999: argento nella 4x100m sl.
Shanghai 2006: oro nella 4x100m sl.
- Europei:

Istanbul 1999: bronzo nei 50m farfalla.
Berlino 2002: bronzo nei 50m farfalla e nella 4x100m sl.
Madrid 2004: argento nella 4x100m sl, bronzo nei 50m farfalla e nella 4x100m misti.
Budapest 2006: argento nella 4x100m sl e bronzo nei 50m farfalla.
Eindhoven 2008: oro nei 50m farfalla.
- Europei in vasca corta:

Riesa 2002: bronzo nella 4x50m misti.
Dublino 2003: oro nella 4x50m sl e bronzo nella 4x50m misti.
Vienna 2004: oro nella 4x50m sl.
Trieste 2005: oro nella 4x50m sl.
Helsinki 2006: argento nella 4x50m sl.